# Witbier

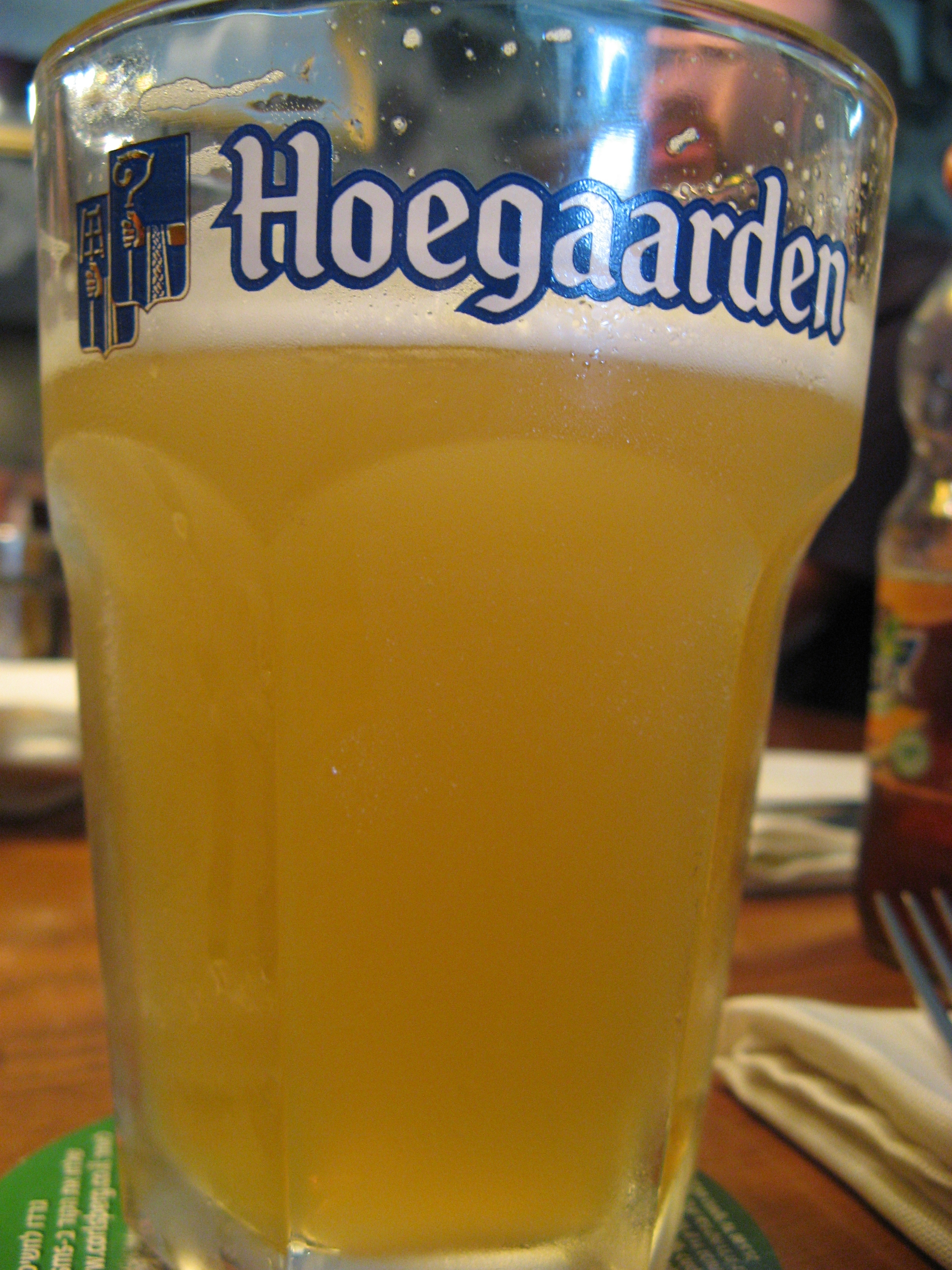
Witbier z browaru Hoegaarden

Witbier – tradycyjne, belgijskie piwo pszeniczne zwane również biere blanche (białe piwo). Witbier jest warzony metodą górnej fermentacji i niefiltrowany, a ze względu na dodatek niesłodowanej pszenicy może być bardzo mętny.
Stolicą belgijskiego bier blanche jest miejscowość Hoegaarden w Brabancji, w której w XVIII wieku działało ok. 30 niewielkich browarów, warzących głównie piwa pszeniczne. Rozwój piw typu pilzner doprowadził jednak do zaprzestania produkcji witbierów. W 1957 r. zamknięty został ostatni browar warzący witbiery, browar Tomsin z Hoegaarden. Jednak już w 1966 r. Pierre Celis – piwowar z Hoegaarden otworzył we własnym domu browar, w którym postanowił reaktywować ten styl. Nazwał je tak samo jak miejscowość, z której pochodził, czyli właśnie Hoegaarden.
| Gęstość początkowa | Gęstość końcowa | IBU (goryczka) | Barwa piwa      | Zawartość alkoholu (objętościowo) |
| ------------------ | --------------- | -------------- | --------------- | --------------------------------- |
| 11-12,9 °Blg       | 2-3,1 °Blg      | 10-20          | 2-4 SRM 4-8 EBC | 4,5–5,5%                          |

Surowce – zasyp składa się w około 50% z niesłodowanej pszenicy (tradycyjnie „miękka biała zimowa” pszenica) i w 50% z jasnego słodu jęczmiennego (przeważnie słód pilzneński), choć w niektórych wersjach używa się także 5–10% owsa. Przyprawy takie jak świeżo mielona kolendra i curaçao, czasami skórka z pomarańczy dla uzupełnienia słodkiego aromatu. Stosuje się także inne przyprawy takie jak rumianek, kmin rzymski, cynamon, aframon madagaskarski, które mogą być użyte by nadać złożoności, ale są dużo mniej istotne. Drożdże górnej fermentacji, które są skłonne do łagodnej przyprawowej fermentacji. W niektórych przypadkach praktykowana jest bardzo ograniczona fermentacja mlekowa, albo dodanie kwasu mlekowego.
Wygląd – barwa piwa od bardzo jasnosłomkowej do bardzo jasnozłotej. Piana powinna być bardzo gęsta, bardzo obfita i tak jak przy wszystkich piwach pszenicznych powinna być bardzo trwała. Z powodu dużej ilości skrobi w piwie i resztek drożdży piwo to powinno być bardzo mętne i mleczne. Piwo powinno sprawiać wrażenie żółto-białego (od tej białości wzięła się nazwa stylu – witbier, czyli białe piwo).
Aromat – w aromacie wyczuwalna umiarkowana słodkość (miodowa, waniliowa), zbożowe aromaty ziaren pszenicy, przy czym słodycz ta często łączy się z lekką kwaskowością. Obecne również są aromaty użytych przypraw (kolendra, zioła a czasem na drugim planie aromat pieprzu). Cytrusowość również powinna być umiarkowana. Dopuszczalny jest aromat chmielu jednak nie może on zdominować żadnego z pozostałych aromatów. Aromaty od użytych przypraw powinny być wyraźne i dobrze komponujące się ze słodkimi zapachami owocowymi i kwiatowymi. Bardzo niemile widziane są za to aromaty takie jak warzywne, selerowe czy szynkowe.
Smak – połączenie miodowo-waniliowej oraz pomarańczowej słodyczy będących na pierwszym planie z orzeźwiającym, a nawet kwaśnym finiszem. Witbier może posiadać smak pszeniczny lub mlecznej kwaskowości. Smaki od użytych przypraw (szczególnie kolendry) powinny być wyraźne, jednak na tyle subtelne aby nie zdominować smaku piwa. Ze smakami przypraw bardzo dobrze komponuje się smak chmielu, którego ziemiste i przyprawowe posmaki powinny być o niskiej intensywności (mogą także nie występować wcale). Goryczka chmielowa od słabej do średniosłabej, stosunkowo krótka nie powinna wpływać na orzeźwiające aromaty przypraw i owoców. Nie powinno się wyczuwać goryczki pochodzącej od pomarańczy (lub skórki pomarańczowej).
Odczucie w ustach – piwo średnio treściwe, gładkie i kremowe (kremowość uzyskuje się dzięki zastosowaniu niesłodowanej pszenicy lub owsa). Finisz wytrawny i kwaśny. Piwo silnie nasycone dwutlenkiem węgla – wręcz musujące. Nie powinno być ani wytrawne i cienkie, ani lepki i ciężkie. Bardzo orzeźwiające.
Przykłady komercyjne – Hoegaarden Wit, Miłosław Witbier, Podróże Kormorana Witbier, Mniszek Witbier.